# Classe Troude
Pour les articles homonymes, voir Troude.
La classe Troude est la seconde classe de croiseurs protégés construite pour la marine française à la fin du XIXe siècle, après la classe Forbin, par les Chantiers de la Gironde (port de Bordeaux).
Elle porte le nom du contre-amiral Amable Troude (1762-1824).

## Les unités de la classe
| Nom     | Lancement       | Chantier naval                             | Fin de carrière             | Photo |
| ------- | --------------- | ------------------------------------------ | --------------------------- | ----- |
| Troude  | 22 octobre 1888 | Forges et Chantiers de la Gironde Bordeaux | rayé des effectifs en 1907. |       |
| Cosmao  | Août 1889       | Forges et Chantiers de la Gironde Bordeaux | rayé des effectifs en 1922  |       |
| Lalande | 21 mars 1889    | Forges et Chantiers de la Gironde Bordeaux | 1912                        |       |